# Alt Madlitz

## Madlitz
Alt Madlitz ist ein Ortsteil der Gemeinde Briesen (Mark) im Landkreis Oder-Spree. Zum Ortsteil gehört auch das Dorf Neu Madlitz.

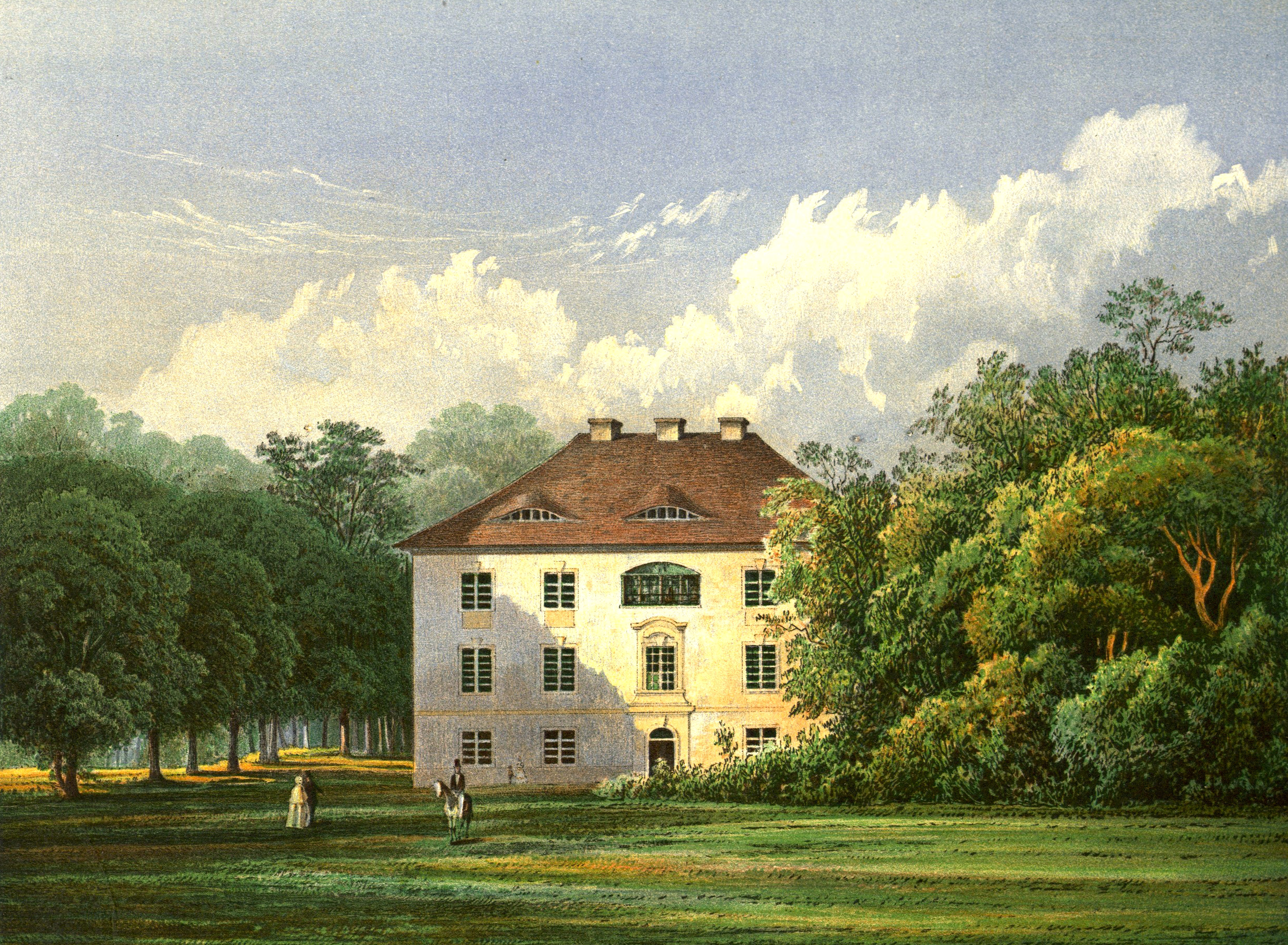
Schloss Alt Madlitz, um 1857/58, Sammlung Alexander Duncker

## Geschichte
Das Gut Madlitz wurde 1373 als Modelicz erstmals erwähnt, als Markgraf Otto den Madlitzer See (Modelitz) an das Bistum Lebus übereignete. 1551 wurde das Gut Madlitz durch die Brüder Kaspar, Bastian und Jobst Wulffen gekauft. 200 Jahre lang war es Eigentum derer von Wulffen. 1664 – wenige Jahre nach dem Dreißigjährigen Krieg – wurden die Brüder Adolf, Georg und Rudolf von Wulffen auch mit dem Dorf belehnt. Die Grafen Finck von Finckenstein kauften 1752 das Gut und verließen damit zum ersten Mal Ostpreußen (Gilgenburg).
Zur Zeit Friedrichs II. wurde das Dorf Alt-Madlitz zur Unterscheidung von der friederizianischen Kolonie Neu-Madlitz benannt. Das Dorf hatte im 18. Jahrhundert nur etwa 100 Einwohner, darunter auch einen Fischer, einen Müller, einen Radmacher und einen Schmied. Die Landgemeinden Alt-Madlitz und Neu-Madlitz sowie der Gutsbezirk Alt-Madlitz gehörten zum Kreis Lebus in der preußischen Provinz Brandenburg.
Um 1880, nach dem erstmals amtlich publizierten Generaladressbuch der Ritterguts- und Gutsbesitzer für die Provinz Brandenburg, betrug die Größe des Gutes samt Brennerei genau 1770 ha.
Anfang des 20. Jahrhunderts zählte Alt Madlitz 305 Einwohner und umfasste eine Fläche von 2.140 ha (Landgemeinde: 275 ha; Gutsbezirk: 1.865 ha). Die Grafen Finck von Finckenstein führten dann zweihundert Jahre den Gutsbesitz, lange als Familienfideikommiss. Die Landgemeinde Neu Madlitz besaß im Jahre 1910 auf einer Fläche von 35 ha 63 Einwohner.
Der Gutsbezirk Alt Madlitz wurde 1928 aufgehoben und in die Landgemeinde Alt Madlitz eingegliedert. Am 1. April 1939 wurden Alt Madlitz und Neu Madlitz zur Gemeinde Madlitz zusammengeschlossen. Nach dem Zweiten Weltkrieg wurde der Zusammenschluss zunächst wieder aufgehoben, durch Beschluss des Brandenburger Landtags 1948 aber erneut vollzogen. Anders als 1939 erhielt die fusionierte Gemeinde den Namen Alt Madlitz. Seit 1952 gehörte Alt Madlitz zum Kreis Fürstenwalde im Bezirk Frankfurt (Oder). Seit 1993 zum Landkreis Oder-Spree gehörend, wurde Alt Madlitz am 31. Dezember 2001 mit der Gemeinde Wilmersdorf zur neuen Gemeinde Madlitz-Wilmersdorf zusammengeschlossen, die ihrerseits am 1. Januar 2014 nach Briesen (Mark) eingemeindet wurde.

## Einwohnerentwicklung
| Jahr      | 1875 | 1890 | 1910 | 1925 | 1933 | 1946 | 1993 | 1996 | 2000 |
| Einwohner | 438  | 399  | 300  | 364  | 347  | 500  | 365  | 357  | 343  |

Die angegebenen Einwohnerzahlen sind die addierten Werte von Alt Madlitz (Gemeinde und Gutsbezirk) sowie Neu Madlitz.

## Sehenswürdigkeiten

### Kirche

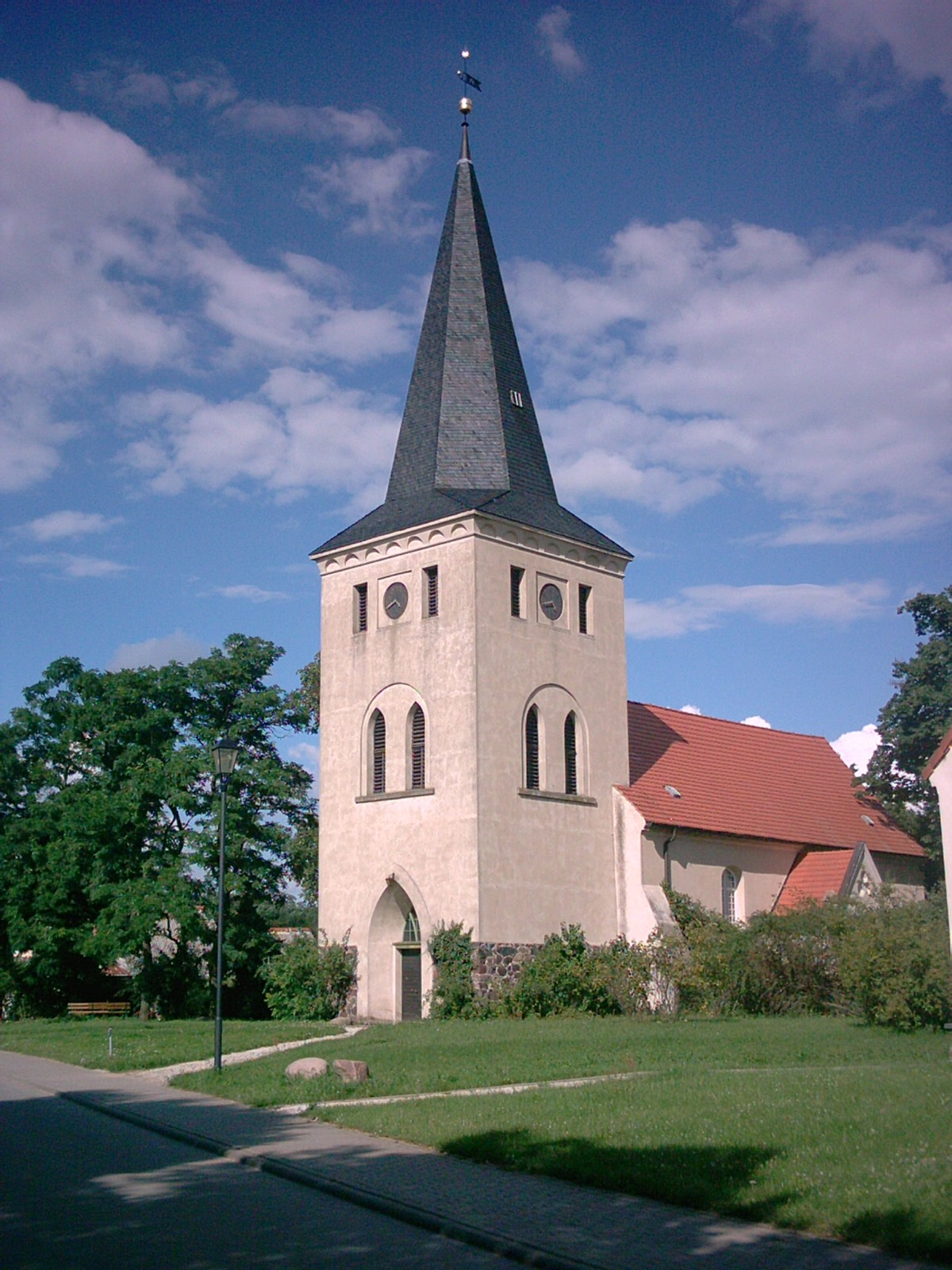
Dorfkirche Alt Madlitz

Die Kirche ist ein rechteckiger mittelalterlicher Bau mit flacher Innendecke, die Umfassungswände bestehen aus verputztem Findlingsmauerwerk. Die hohen Fenster wurden in der Barockzeit verändert. Der später zugefügte Turm ist im Westen in ganzer Breite vorgelegt. Vor dem Südeingang befindet sich ein neogotischer Backsteinvorbau.
Die Kirche ist im ersten Viertel des 19. Jahrhunderts und Anfang des 20. Jahrhunderts grundlegend umgebaut worden, dabei wurde auch der Innenraum nach einem Entwurf von Franz Schwechten neu gestaltet. Aus dieser Neugestaltung stammen die wabenförmigen Fußbodenfliesen, die in Kassettenfeldern bemalte Holzbalkendecke und das Gemeindegestühl. Im Innenraum dominiert das große Altargemälde von Gregor Boldio (1631) mit Darstellung der Kreuzabnahme in seitenverkehrter Umgestaltung des Rubensschen Gemäldes; restauriert von dem Berliner Portraitmaler Eduard Wilhelm Kriesmann 1859; eine erneute Restaurierung erfolgt seit 2011 durch Diplomrestauratorin Grit Jehmlich, Potsdam.

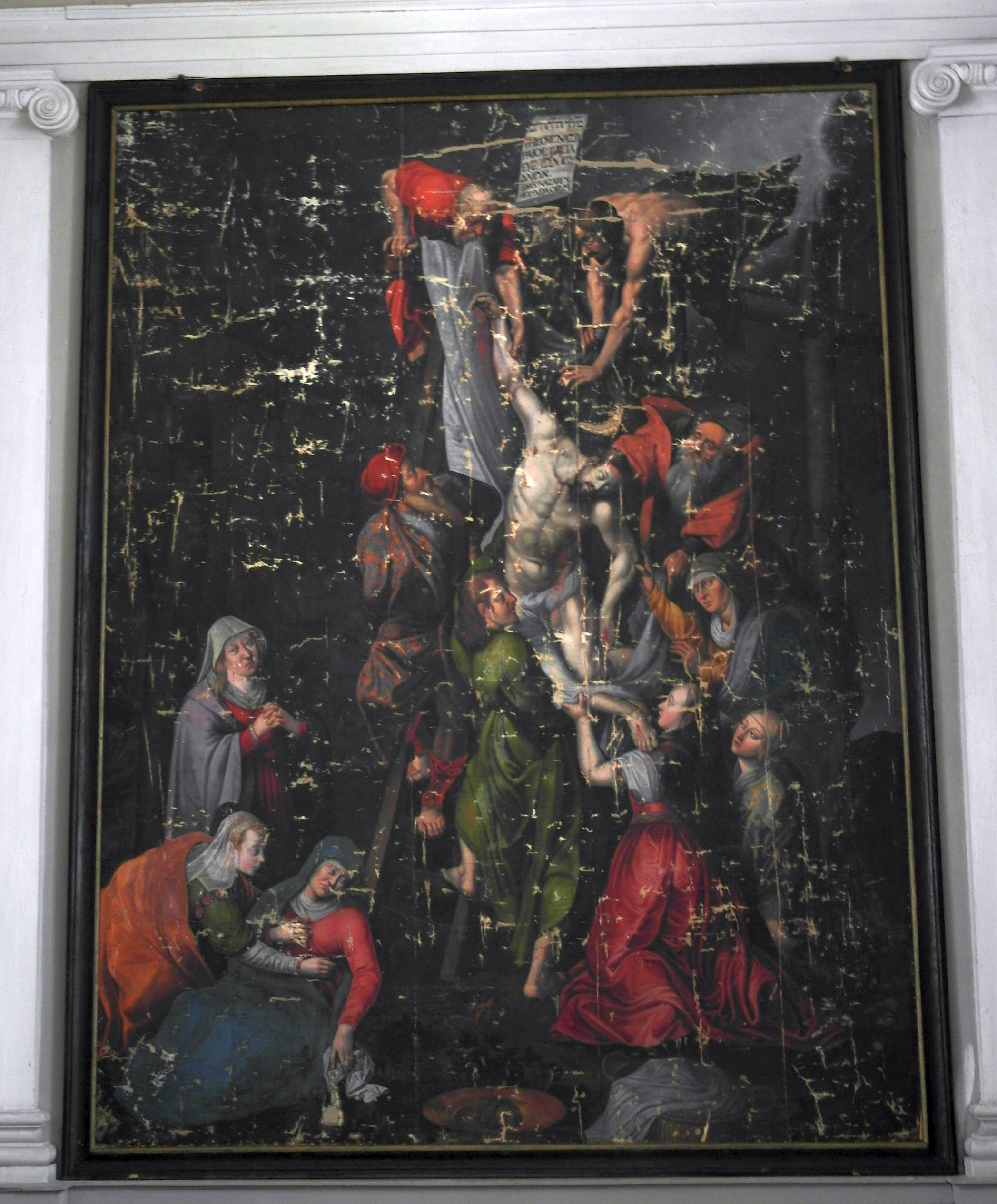
Gemälde von Gregor Boldio (nach Rubens), 300 cm × 400 cm

 An den Wänden befinden sich zwei Reliefgrabsteine der Familie von Wulffen von (beide von 1612) und ein Grabstein für Curt von Wulffen (1620) sowie ein Holzepitaph für Rudolf von Wulffen (1671–1721), ferner eine große Wappenkartusche der Familie von Finckenstein. In der Turmhalle ist eine gusseiserne Platte von 1598 in die Wand eingelassen; sie zeigt das Gleichnis vom ungerechten Knecht.

### Schloss Alt Madlitz
Das zunächst einfache Herrenhaus wurde im 18. Jahrhundert zu einem dreigeschossigen Landschloss erweitert. 1945 wurde das Gut im Rahmen der Bodenreform enteignet und das Schlossgebäude als Kindergarten genutzt. 1991 wurde das Schloss Alt Madlitz durch Karl Wilhelm von Finckenstein gekauft, der Schloss und Park rekonstruieren ließ.

### Friedhof Alt Madlitz

#### Gedenkstätte Finckenstein

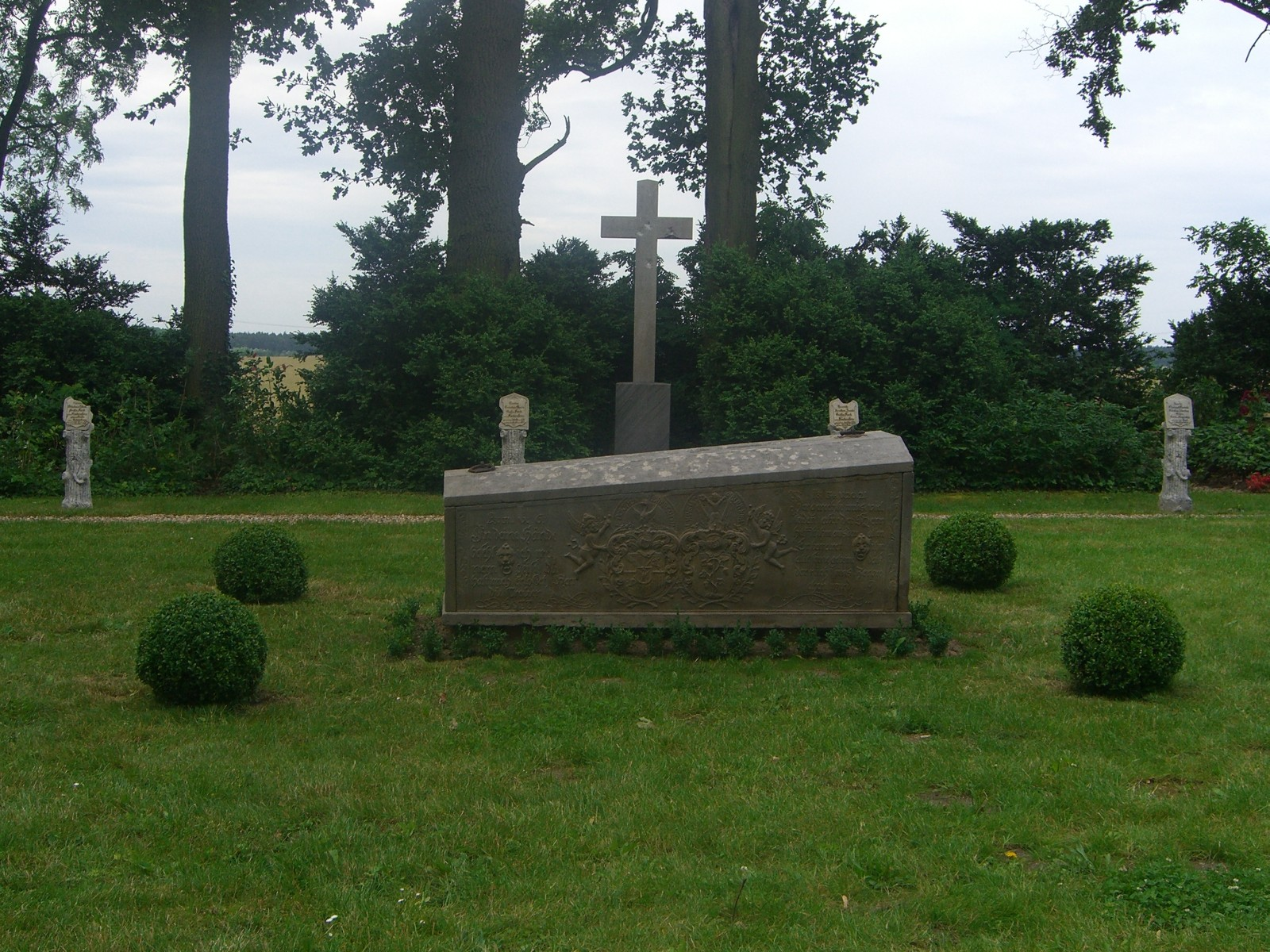
Gedenkstätte Finckenstein in Alt Madlitz

Nach mehrjährigen Aufräum- und Gestaltungsarbeiten mit der Initiative durch Karl-Wilhelm Graf von Finckenstein wurde in Alt Madlitz auf einer sich dem Gemeindefriedhof anschließenden Fläche, die früher über 250 Jahre lang als Begräbnisstätte der Familie von Finckenstein diente, eine Gedenkstätte geschaffen, die am 21. Juni 2009 eingeweiht wurde. Die Finckensteinschen Gräber waren in den letzten Jahren der DDR-Zeit verwüstet worden. Durch Günter de Bruyn konnten noch einige der Gedenksteine geborgen werden. Der zentral aufgestellte Sarkophag ist eine Dauerleihgabe der Gemeinde der Dorfkirche Vehlow.

#### Gedenkstätte Peremoha

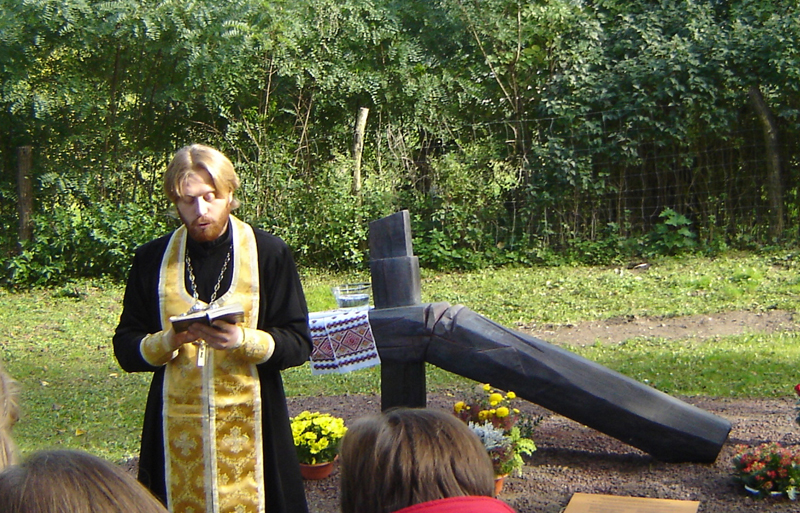
Vater Alexander Jarmoltschik segnet das Gedenkzeichen für die Opfer aus Peremoha in Alt Madlitz

Zur Erinnerung an 120 ukrainische Zwangsarbeiter aus Jadliwka bei Kiew, wurde auf dem Friedhof ein Gedenkzeichen errichtet. Die Martin-Niemöller-Stiftung hatte bereits 2008 einige Überlebende eingeladen, die von der völligen Zerstörung des Dorfes, das nach dem Krieg in Peremoha umbenannt wurde, am 15. August 1943 berichteten. Sie erinnerten sich an die grausame Hinrichtung vieler Dorfbewohner durch die Wehrmacht, an die Deportation und an die schlimmen Jahre von 1943 bis 1945 als Zwangsarbeiter auf dem Gut, an Hunger und Peitschenhiebe. Das Gedenkzeichen wurde durch den Fürstenwalder Künstler Friedrich Stachat geschaffen, ein „gestürztes und zerbrochenes Kreuz“, es wurde am 9. Oktober 2010 eingeweiht.

## Persönlichkeiten
- Friedrich von Schierstaedt (1825–1905), Rittergutsbesitzer und Politiker
- Karl Alexander Friedrich August Graf Finck von Finckenstein (* 1835 in Madlitz; † 1915 in Nieder-Schönbrunn), preußischer General der Infanterie
- Gottfried Glöckner (* 1937), Komponist und Musikpädagoge
- Helga Glöckner-Neubert (1938–2017), Schriftstellerin